# Судинні рослини
Суди́нні росли́ни (Tracheophyta, інколи Tracheobionta) —  клада рослин, що належать до ембріофітів (наземних рослин). Судинні рослини мають спеціалізовані тканини для проведення води. До них належать папороті, хвощі, псилофіти, плауноподібні та насінні рослини. На відміну від судинних рослин, до «несудинних» належать мохи, антоцеротовидні, печіночники. Цей поділ запропонував Огюстен Пірам Декандоль у 1813 році.
За оцінками у світі 380–384 тисячі видів судинних рослин.
Судинні рослини мають кілька морфологічних особливостей:
1. Вони мають судинні тканини, надаючи можливість цим рослинам еволюціонувати до більшого розміру. Решта рослин не мають судин і тому обмежені відносно невеликими розмірами.
2. У судинних рослин фаза, у якій рослина перебуває майже весь час — спорофіт, тобто диплоїдні клітини з двома наборами хромосом. У решти рослин основна фаза — гаметофіт, тобто гаплоїдні клітини з одним набором хромосом.

Транспорт води відбувається або в ксилемі, або у флоемі: ксилема несе водні і неорганічні розчини вгору у напрямку від коріння до листя, тоді як флоема переносить органічні розчини у зворотному напрямку.
Кладограма:
|  | Плаунові (Lycopodiales)                                                               |
|  |                                                                                       |
|  | \| \| Молодильники (Isoetales) \| \| \| \| \| \| Нитинка (Selaginellales) \| \| \| \| |
|  |                                                                                       |
|  | Молодильники (Isoetales)                                                              |
|  |                                                                                       |
|  | Нитинка (Selaginellales)                                                              |
|  |                                                                                       |

|  | Молодильники (Isoetales) |
|  |                          |
|  | Нитинка (Selaginellales) |
|  |                          |

|  | \| \| Хвощеподібні (Equisetopsida) \| \| \| \| \| \| Маратієві (Marattiopsida) \| \| \| \| \| \| Папоротевидні (Polypodiopsida) \| \| \| \| |
|  | |
|  | Псилотоподібні (Psilotopsida) |
|  | |
|  | Хвощеподібні (Equisetopsida) |
|  | |
|  | Маратієві (Marattiopsida) |
|  | |
|  | Папоротевидні (Polypodiopsida) |
|  | |

|  | Хвощеподібні (Equisetopsida)   |
|  |                                |
|  | Маратієві (Marattiopsida)      |
|  |                                |
|  | Папоротевидні (Polypodiopsida) |
|  |                                |

|  | \| \| Хвощеподібні (Equisetopsida) \| \| \| \| \| \| Маратієві (Marattiopsida) \| \| \| \| \| \| Папоротевидні (Polypodiopsida) \| \| \| \| |
|  | |
|  | Псилотоподібні (Psilotopsida) |
|  | |
|  | Хвощеподібні (Equisetopsida) |
|  | |
|  | Маратієві (Marattiopsida) |
|  | |
|  | Папоротевидні (Polypodiopsida) |
|  | |

|  | Хвощеподібні (Equisetopsida)   |
|  |                                |
|  | Маратієві (Marattiopsida)      |
|  |                                |
|  | Папоротевидні (Polypodiopsida) |
|  |                                |

|  | Плаунові (Lycopodiales)                                                               |
|  |                                                                                       |
|  | \| \| Молодильники (Isoetales) \| \| \| \| \| \| Нитинка (Selaginellales) \| \| \| \| |
|  |                                                                                       |
|  | Молодильники (Isoetales)                                                              |
|  |                                                                                       |
|  | Нитинка (Selaginellales)                                                              |
|  |                                                                                       |

|  | Молодильники (Isoetales) |
|  |                          |
|  | Нитинка (Selaginellales) |
|  |                          |

|  | \| \| Хвощеподібні (Equisetopsida) \| \| \| \| \| \| Маратієві (Marattiopsida) \| \| \| \| \| \| Папоротевидні (Polypodiopsida) \| \| \| \| |
|  | |
|  | Псилотоподібні (Psilotopsida) |
|  | |
|  | Хвощеподібні (Equisetopsida) |
|  | |
|  | Маратієві (Marattiopsida) |
|  | |
|  | Папоротевидні (Polypodiopsida) |
|  | |

|  | Хвощеподібні (Equisetopsida)   |
|  |                                |
|  | Маратієві (Marattiopsida)      |
|  |                                |
|  | Папоротевидні (Polypodiopsida) |
|  |                                |

|  | \| \| Хвощеподібні (Equisetopsida) \| \| \| \| \| \| Маратієві (Marattiopsida) \| \| \| \| \| \| Папоротевидні (Polypodiopsida) \| \| \| \| |
|  | |
|  | Псилотоподібні (Psilotopsida) |
|  | |
|  | Хвощеподібні (Equisetopsida) |
|  | |
|  | Маратієві (Marattiopsida) |
|  | |
|  | Папоротевидні (Polypodiopsida) |
|  | |

|  | Хвощеподібні (Equisetopsida)   |
|  |                                |
|  | Маратієві (Marattiopsida)      |
|  |                                |
|  | Папоротевидні (Polypodiopsida) |
|  |                                |